# Briosco
Briosco es una localidad y comune italiana de la provincia de Monza y Brianza, región de Lombardía, con 5.838 habitantes.

## Evolución demográfica
| Gráfica de evolución demográfica de Briosco entre 1861 y 2001 |
|                                                               |
| Fuente ISTAT - elaboración gráfica de Wikipedia               |